# Ta chvíle, ten okamžik
Ta chvíle, ten okamžik je československé filmové drama, které natočil režisér Jiří Sequens podle stejnojmenné novely Otakara Chaloupky v roce 1981.

## Obsazení
| František Němec   | MUDr. Jan Kodet |
| Daniela Kolářová  | Helena Kodetová |
| Luděk Munzar      | Baumann         |
| Ladislav Frej     | Brázda          |
| Rudolf Jelínek    | řidič František |
| Petr Svojtka      | MUDr. Valsa     |
| Libuše Geprtová   | Běla            |
| Miluše Šplechtová | sestra Vlasta   |
| Jiří Strnad       | Karlík          |

## Děj
Příběh se odehrává v malém českém městě v zimě roku 1944. Jeho hrdinou je Jan Kodet, primář chirurgického oddělení místní nemocnice. S manželkou Helenou žije v bezdětném manželství a věnuje se především své odborné práci. Ta ale přináší i řadu lidských problémů – jeden z pacientů si např. úmyslně znečišťuje ránu, takže mu hrozí ztráta ruky. Komplikací, kterou primář musí nějak řešit, je také milostný poměr kolegy, mladého doktora Valsy, se zdravotní sestrou Vlastou; pohrozí jí propuštěním.
Jednoho dne cestou domů potká bývalého přítele Brázdu, s nímž se kvůli jeho radikálním názorům před lety rozešel. Ten ho žádá o pomoc pro partyzány – jídlo, obvazy, potravinové lístky. Když pak Kodet najde ve schránce protiněmecký leták, který je na ilegální tiskovinu zhotoven příliš kvalitně, vyhodnotí to jako zjevnou provokaci a rozhodne se odnést leták na gestapo, kde ho odevzdá přímo veliteli Baumannovi. Ukáže se, že šlo skutečně o provokaci, kvůli které pak je několik lidí zatčeno. Kvůli návštěvě na gestapu je ale primář považován za kolaboranta nejen lidmi z okolí, ale i svou sestřenicí Bělou. Ta odmítne pouštět ke Kodetům svého syna Karlíka, který tam dřív často pobýval.
Jedním z těch, kteří nařčení nevěří, je řidič nemocniční sanitky František. Přinese Kodetovi vzkaz od Brázdy, který jej znovu žádá o setkání a o pomoc. Za několik dní přichází František s tím, že v lese je zraněný člověk, a odjíždějí mu s Kodetem pomoci. Jsou však zastaveni nacistickými vojáky, musí na místo pěšky a tam zjistí, že raněný je právě Brázda. Zranění je vážné, ale Kodetovi s Františkem se podaří dopravit Brázdu ze zasněženého lesa do vily Kodetových, kde mu lékař operací zachrání život.
Malý Karlík uteče své mamince Běle do vily ke Kodetům a tam přítomnost raněného objeví. Nedopatřením to pak ale prozradí i zdravotní sestře Vlastě, která v obavách z propuštění a následného totálního nasazení udá Kodeta veliteli gestapa. To do vily vtrhne a Brázda se při zatýkání zastřelí; malý Karlík je před vilou nešťastně sražen autem gestapa. Jeho operace je poslední, kterou je Kodetovi ještě dovoleno provést...

## Zajímavost
Námětem filmu byla novela Otakara Chaloupky z roku 1976. Chaloupku k ní inspiroval skutečný příběh jeho vzdáleného příbuzného, někdejšího primáře nemocnice v Čáslavi MUDr. Jana Kafuňka (1899–1943). Ten se v roce 1941 stal členem ilegální vojenské organizace a měl na starosti zdravotní zajištění odboje. Po zatčení nacisty v roce 1943 zemřel Jan Kafuněk v koncentračním táboře v Osvětimi. Ve vestibulu čáslavské městské nemocnice byla v září 2011 primáři Kafuňkovi odhalena pamětní deska.
Kniha i film byly ale zpracovány románově, takže plně neodpovídají skutečnostem.